# دخرآباد

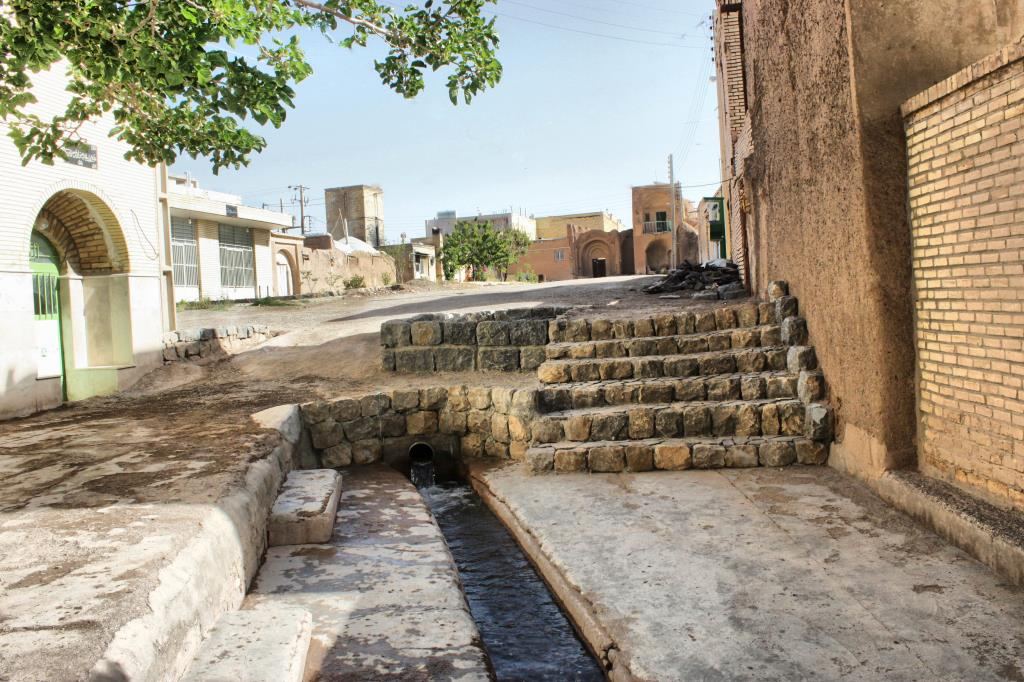
چشمه یا قنات دخرآباد عامل شکل گیری روستا

دخرآباد، روستایی از توابع بخش تودشک شهرستان کوهپایه در استان اصفهان ایران است.

## جمعیت
این روستا در دهستان جبل قرار دارد و براساس سرشماری مرکز آمار ایران در سال ۱۳۸۵، جمعیت آن ۹۹ نفر (۴۸خانوار) بوده‌است.
درگذشته نه چندان دور بجهت حاصلخیز بودن  جمعیت روستا بگونه ای بوده که تا دویست دانش آموز در تنها مدرسه دوره ابتدایی آن مشغول به تحصیل بوده اند
با کم شدن آب قنات  مردم رو به شهرهای بزرگ بخصوص تهران نهاده و عمدتا در میدان تره بار مشغول کار شده اند.
در ایام عید و تابستان مردم شهر نشین  به روستا  بازگشته و از این مکان بعنوان مکان تفریحی استفاده میکننند .متاسفانه علیرغم باقی بودن باغات قدیم ؛ بجهت کم شدن آب قنات محصول چندانی تولید نمی شود .